# NewJeans
 (кореј. 뉴진스) јужнокорејска је девојачка група коју је формирао ADOR. Чини је пет чланица: Минђи, Хани, Данијела, Херин и Хјеин.

## Чланови
- Минђи (민지)
- Хани (하니)
- Данијел (다니엘)
- Херин (해린)
- Хјеин (혜인)